# Master of Endurance
Le Master of Endurance a été créé de 2002 à 2005 par les trois épreuves de compétition motocycliste sur circuit que sont les 24 Heures du Mans moto, le Bol d'or et les 24 Heures de Liège. Celles-ci avaient décidé de  quitter le championnat du monde d'endurance moto régi par la Fédération internationale de motocyclisme (FIM).
En 2006, les 24 Heures du Mans et le Bol d'or réintègrent le championnat du monde, mais cette fois sans les 24 Heures de Liège, le circuit de Spa-Francorchamps où se déroule l'épreuve n'étant plus homologué par la FIM (travaux en cours 2007).